# Ryan Murray (Dartspieler)
Ryan Murray (* 11. August 1987 in Edinburgh) ist ein schottischer Dartspieler.

## Karriere
Ryan Murray qualifizierte sich über den Amateur Qualifier für die UK Open 2010, wo er allerdings in Runde eins gegen Jason Clark ausschied. Ein Jahr später lief es besser und der Schotte konnte Colin Monk besiegen, schied jedoch daraufhin aus dem Turnier aus. 2016 nahm er am World Masters teil, wo er zwei Spiele gewann. Im Folgejahr versuchte er sich bei der PDC Qualifying School (Q-School), konnte jedoch keine Tourkarte erspielen. Am 10. Februar 2017 musste er bei den UK Open Qualifiers gegen Michael van Gerwen als zweiter Dartspieler überhaupt nach Phil Taylor in einem Spiel zwei 9-Darter hinnehmen. Bei den UK Open 2017 schaffte es Murray erneut in die zweite Runde. Bei der Q-School konnte er Anfang 2020, über die Rangliste, eine Tourkarte erspielte. Sein Debüt auf der European Darts Tour gab Murray bei den German Darts Championship 2020 in Hildesheim. Mitte Juli 2020 erreichte er erstmals ein Achtelfinale auf der PDC Pro Tour, ein Viertelfinale bei der Winter Series folgte. Durch gute Ergebnisse bei den Players Championships 2020 konnte er sich auch für die Players Championship Finals 2020 qualifizieren. Bei seiner Premiere bezwang er in der ersten Runde den Engländer Stephen Bunting, ehe er in der zweiten Runde gegen Damon Heta aus Australien ausschied.
2020 konnte er sich über die PDC Pro Tour Order of Merit für die PDC World Darts Championship 2021 qualifizieren. Bei seinem Weltmeisterschaftsdebüt besiegte er in der ersten Runde den Philippiner Lourence Ilagan und verlor in der zweiten Runde gegen Michael van Gerwen.
Bei der PDC Qualifying School 2022 gelang es ihm trotz Teilnahme an der Final Stage nicht, sich eine Tour Card zu erspielen. Dafür erspielte er sich bei einem Riley’s Amateur Qualifier eine Teilnahme an den UK Open Anfang März, schied jedoch in Runde eins aus.
An der Q-School 2023 nahm Murray erneut teil. Über die Rangliste der First Stage spielte er sich dabei in die Final Stage, blieb in dieser jedoch ohne Punkt. An der PDC Challenge Tour 2023 nahm er daraufhin nur an den ersten zwei Wochenenden teil und erreichte einmal die Letzten 32.
Bei der PDC Q-School 2024 ging Murray wieder an den Start. Er gewann dabei am ersten Tag zwei Spiele, blieb daraufhin jedoch punktlos und schied somit bereits in der First Stage aus.

## Weltmeisterschaftsresultate

### PDC
- 2021: 2. Runde (1:3-Niederlage gegen  Michael van Gerwen)